# Arnold Gohr

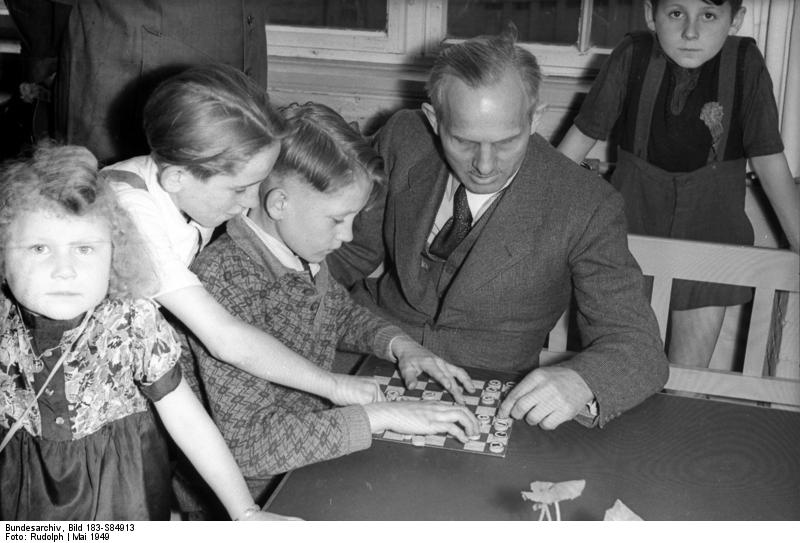
Gohr besucht einen Kindergarten (1949).

Arnold Gohr (* 12. Oktober 1896 in Wottnogge, Pommern; † 23. Januar 1983) war ein deutscher Politiker. Er war Landesvorsitzender der Berliner CDU (Ost) sowie stellvertretender Oberbürgermeister von Berlin.

## Leben
Gohr, Sohn eines Kleinbauern, besuchte die Dorfschule in Saviat sowie das Gymnasium in Lauenburg und Schlawe. Nach Abschluss der Obersekundareife wurde er 1913/1914 zum Handlungsgehilfen ausgebildet und war von 1914 bis 1916 als Disponent und Buchhalter tätig. 1916 wurde er zum Kriegsdienst eingezogen und geriet in Kriegsgefangenschaft, in der er bis 1920 verblieb.
Zwischen 1920 und 1933 war Gohr Mitglied des Gewerkschaftsbundes der Angestellten, des Kriegsbeschädigtenverbandes und der Deutschen Demokratischen Partei bzw. der Deutschen Staatspartei. Bis 1945 arbeitete Gohr als Prokurist und Abteilungsleiter im Stickstoffsyndikat Berlin.
1945 gehörte Gohr zu den Mitbegründern des CDU-Kreisverbandes Berlin-Köpenick. Er war Angestellter bei der Deutschen Düngerzentrale und wurde Mitglied im FDGB. Gohr fungierte zwischen April 1948 und Juni 1949 als stellvertretender CDU-Landesvorsitzender und dann bis August 1952 – als Nachfolger von Helmut Brandt – Erster Landesvorsitzender der CDU Ost-Berlins.
Von 1952 bis 1966 gehörte er dem Bezirksvorstand der CDU Berlin an und war von 1948 bis 1964 Mitglied des Hauptvorstandes der CDU. 1946 wurde Gohr zum Stadtverordneten gewählt und übte 1948 bis 1958 als Stadtrat das Amt des stellvertretenden Oberbürgermeisters von Berlin aus.
1948/1949 war Gohr Abgeordneter des Deutschen Volksrates, dann 1949/1950 Abgeordneter der Provisorischen Volkskammer. Von 1950 bis 1963 war er als Berliner Vertreter Mitglied der Volkskammer.
Zudem wirkte Gohr in zahlreichen gesellschaftlichen Gremien mit: So war er von 1950 bis 1954 Mitglied  des Nationalrates der Nationalen Front, ab 1953 Mitglied der VdgB, ab 1954 Mitglied des Deutschen Städtetages und ab 1957 als Mitglied des Bezirksvorstandes Groß-Berlin der Gesellschaft für Deutsch-Sowjetische Freundschaft. Ab 1958 war Gohr Sekretär und ab 1962 als Mitglied des Präsidiums der Deutsch-Französischen Gesellschaft.

## Auszeichnungen
- Vaterländischer Verdienstorden in Silber (6. Mai 1955) und in Gold (1981)[1]
- Otto-Nuschke-Ehrenzeichen in Gold (1961)[2]